# Mizérieux
Ne pas confondre avec la commune de Misérieux, dans l'Ain
Mizérieux est une commune française située dans le département de la Loire en région Auvergne-Rhône-Alpes.

## Géographie
La commune est distante de 28 km de Montbrison, sa sous-préfecture, et 51 km de sa préfecture, Saint-Étienne.
| Nervieux                 |           |                      |
|                          | Mizérieux | Épercieux-Saint-Paul |
| Sainte-Foy-Saint-Sulpice | Cleppé    |                      |

### Climat
Pour des articles plus généraux, voir Climat d'Auvergne-Rhône-Alpes et Climat de la Loire.
En 2010, le climat de la commune est de type climat océanique dégradé des plaines du Centre et du Nord, selon une étude du Centre national de la recherche scientifique s'appuyant sur une série de données couvrant la période 1971-2000. En 2020, Météo-France publie une typologie des climats de la France métropolitaine dans laquelle la commune est exposée à un climat de montagne ou de marges de montagne et est dans la région climatique Nord-est du Massif Central, caractérisée par une pluviométrie annuelle de 800 à 1 200 mm, bien répartie dans l’année.
Pour la période 1971-2000, la température annuelle moyenne est de 10,8 °C, avec une amplitude thermique annuelle de 16,9 °C. Le cumul annuel moyen de précipitations est de 674 mm, avec 8,1 jours de précipitations en janvier et 6,7 jours en juillet. Pour la période 1991-2020, la température moyenne annuelle observée sur la station météorologique de Météo-France la plus proche, « Feurs », sur la commune de Feurs à 8 km à vol d'oiseau, est de 12,1 °C et le cumul annuel moyen de précipitations est de 650,3 mm,. Pour l'avenir, les paramètres climatiques de la commune estimés pour 2050 selon différents scénarios d'émission de gaz à effet de serre sont consultables sur un site dédié publié par Météo-France en novembre 2022.

## Urbanisme

### Typologie
Au 1er janvier 2024, Mizérieux est catégorisée commune rurale à habitat dispersé, selon la nouvelle grille communale de densité à sept niveaux définie par l'Insee en 2022.
Elle est située hors unité urbaine. Par ailleurs la commune fait partie de l'aire d'attraction de Feurs, dont elle est une commune de la couronne,. Cette aire, qui regroupe 16 communes, est catégorisée dans les aires de moins de 50 000 habitants,.

### Occupation des sols
L'occupation des sols de la commune, telle qu'elle ressort de la base de données européenne d’occupation biophysique des sols Corine Land Cover (CLC), est marquée par l'importance des territoires agricoles (88,5 % en 2018), une proportion identique à celle de 1990 (88,5 %). La répartition détaillée en 2018 est la suivante : 
terres arables (36,5 %), prairies (27,4 %), zones agricoles hétérogènes (24,6 %), eaux continentales (6,1 %), forêts (5,4 %). L'évolution de l’occupation des sols de la commune et de ses infrastructures peut être observée sur les différentes représentations cartographiques du territoire : la carte de Cassini (XVIIIe siècle), la carte d'état-major (1820-1866) et les cartes ou photos aériennes de l'IGN pour la période actuelle (1950 à aujourd'hui).

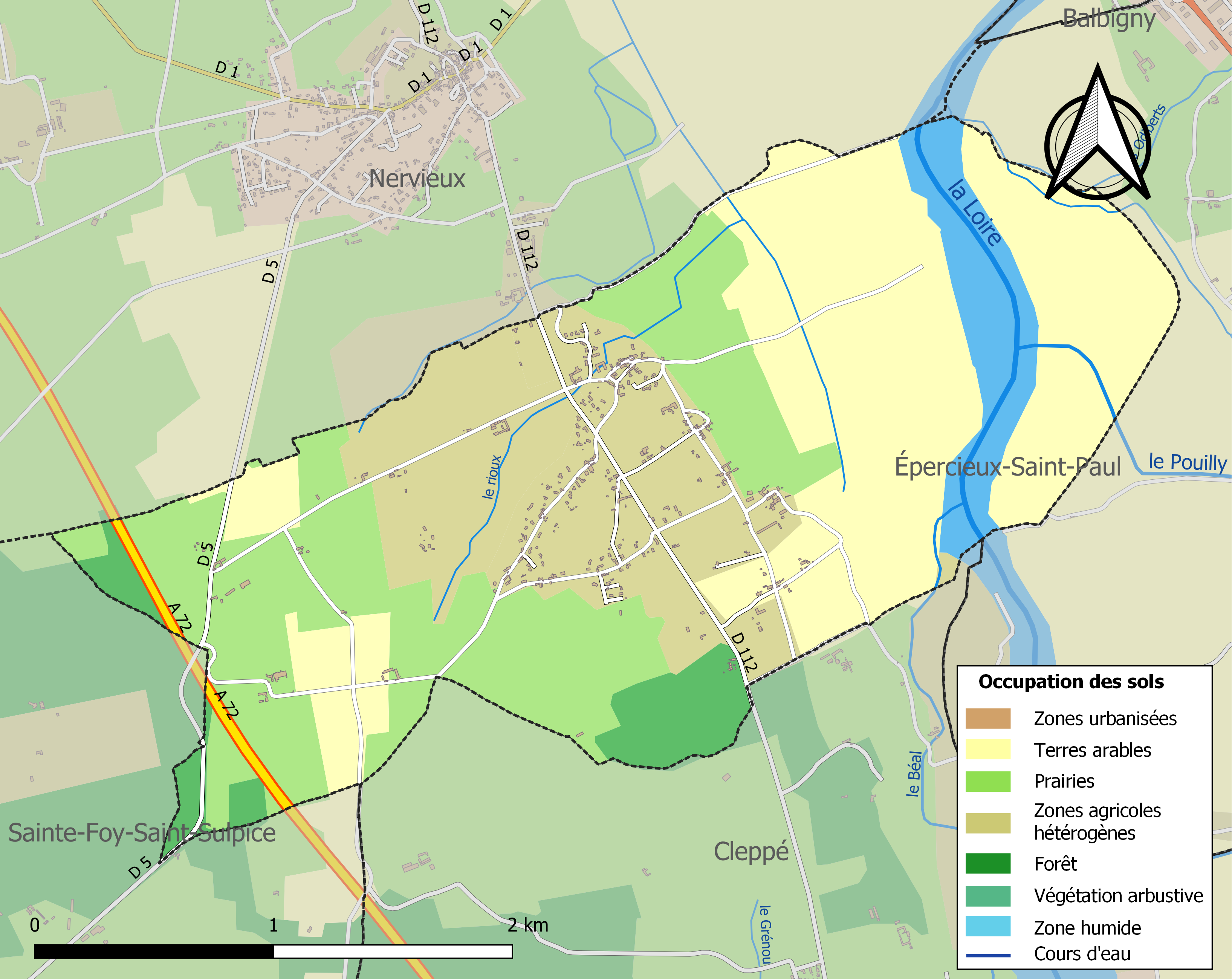
Carte des infrastructures et de l'occupation des sols de la commune en 2018 (CLC).

## Toponymie
Le nom de la localité est attesté sous les formes Miseriaco, 994 (Cart. de Savigny, t. I, p. 238) ; Masziriacus 1000 (Cart. de Savigny, t. I, p. 230) ; Maysiriaco  xie siècle (Cart. de Savigny, t. II, p. 1057) ; Maysireu, 1224 (Chart. du Forez, n° 24, p. 6, n. 47) ; Maysereu, 1225 (Longnon, Pouillés, p. 8) ; Maiserey… Maiseray, 1258 (Chart. du Forez, n° 101, p. 1) ; Maisireu, 1259 (Cart. Lyonnais, t. II, p. 90) ;  Maisire… Locus de Maisireu, 1275 (Chart. du Forez, n° 491, p. 4)
Parrochia de Maysireu, 1281 (Chart. du Forez, n° 221, p. 2)
Parrochia de Maysireu… Parrochia Maysiriaci, 1315 (B 1851 bis, f° 127 v°)
Luminare Sancti Stephani de Maysireu, 1321 (B 1853, f° 112 v°)
Ecclesia Meysiriaci, 1341 (B 1857, f° 49)
Maysiriacus, 1342 (B 1858, f° 1 v°)
Luminare de Maysirio… Ecclesia de Maysirieu, 1345 (B 1858, fos 4 v° et 5)
Mayseryacus, 1347 (B 1858, fos 35 v° et 36 passim)
Ecclesia de Meyssiriaci, 1347 (B 1861, f° 94)
Parrochia Meysseriaci… Meyseriacus… Apud Meysseriacum, 1348 (B 1858, fos 47 v° et 48)
Misirieu, 1379 (Bullet. de la Diana, t. XXVI, p. 339)
Luminare Sancti Stephani de Maysseriaco, 1379 (B 1871, f° 88 v°)
Apud Meysirieu, 1400 (B 2016, f° 179)
Cimenterium gloriosi Beati Stephani ecclesie de Mayseriaco, 1407 (B 1875, f° 11)
Meiseriacus, 1423 (B 2055, f° 55)
Apud Meseriacum, 1445 (B 2055, f° 48)
La perroise de Meyserieu, 1539 (terr. Duverney, f° 176)
Misérieux, xviiie siècle (Cart. de Savigny, t. II, p. 1029)
Mizérieux, xviiie siècle (Cassini)
Mizérieu ou Mezirieu, 1889 (Almanach de Lyon)
Soit du nom d'un homme latin Miser auquel s'ajoute le suffixe (i)acum, soit Maceria « ruine », suivi du même suffixe, d'où l'apparition de Miser- par association d'idée.

## Histoire
Sous l'Ancien Régime et jusqu'en 1750, Mizérieu ou Mizérieux faisait partie de la seigneurie de Nervieux. Celle-ci était une des plus importantes et des plus anciennes du Forez. Pendant plusieurs siècles, de 1200 à 1750, il y eut à sa tête diverses personnes qui se sont succédé, certaines appartenant à des familles connues, voire illustres.

## Politique et administration
| Période                                  | Période  | Identité       | Étiquette | Qualité |
| ---------------------------------------- | -------- | -------------- | --------- | ------- |
| Les données manquantes sont à compléter. |          |                |           |         |
| 2001                                     | 2020     | Marcel GEAY    |           |         |
| 2020                                     | En cours | Laurent THOMAS |           |         |

## Démographie
L'évolution du nombre d'habitants est connue à travers les recensements de la population effectués dans la commune depuis 1793. Pour les communes de moins de 10 000 habitants, une enquête de recensement portant sur toute la population est réalisée tous les cinq ans, les populations de référence des années intermédiaires étant quant à elles estimées par interpolation ou extrapolation. Pour la commune, le premier recensement exhaustif entrant dans le cadre du nouveau dispositif a été réalisé en 2004.

En 2022, la commune comptait 537 habitants, en évolution de +23,73 % par rapport à 2016 (Loire : +1,32 %, France hors Mayotte : +2,11 %).
| 1793 | 1800 | 1806 | 1821 | 1831 | 1836 | 1841 | 1846 | 1851 |
| ---- | ---- | ---- | ---- | ---- | ---- | ---- | ---- | ---- |
| 370  | 176  | 416  | 349  | 327  | 337  | 336  | 368  | 353  |

| 1856 | 1861 | 1866 | 1872 | 1876 | 1881 | 1886 | 1891 | 1896 |
| ---- | ---- | ---- | ---- | ---- | ---- | ---- | ---- | ---- |
| 353  | 366  | 370  | 367  | 359  | 411  | 353  | 407  | 403  |

| 1901 | 1906 | 1911 | 1921 | 1926 | 1931 | 1936 | 1946 | 1954 |
| ---- | ---- | ---- | ---- | ---- | ---- | ---- | ---- | ---- |
| 404  | 406  | 330  | 266  | 243  | 237  | 244  | 225  | 252  |

| 1962 | 1968 | 1975 | 1982 | 1990 | 1999 | 2004 | 2006 | 2009 |
| ---- | ---- | ---- | ---- | ---- | ---- | ---- | ---- | ---- |
| 234  | 226  | 226  | 219  | 245  | 237  | 283  | 283  | 342  |

| 2014 | 2019 | 2022 | - | - | - | - | - | - |
| ---- | ---- | ---- | - | - | - | - | - | - |
| 427  | 490  | 537  | - | - | - | - | - | - |

## Culture locale et patrimoine

### Lieux et monuments

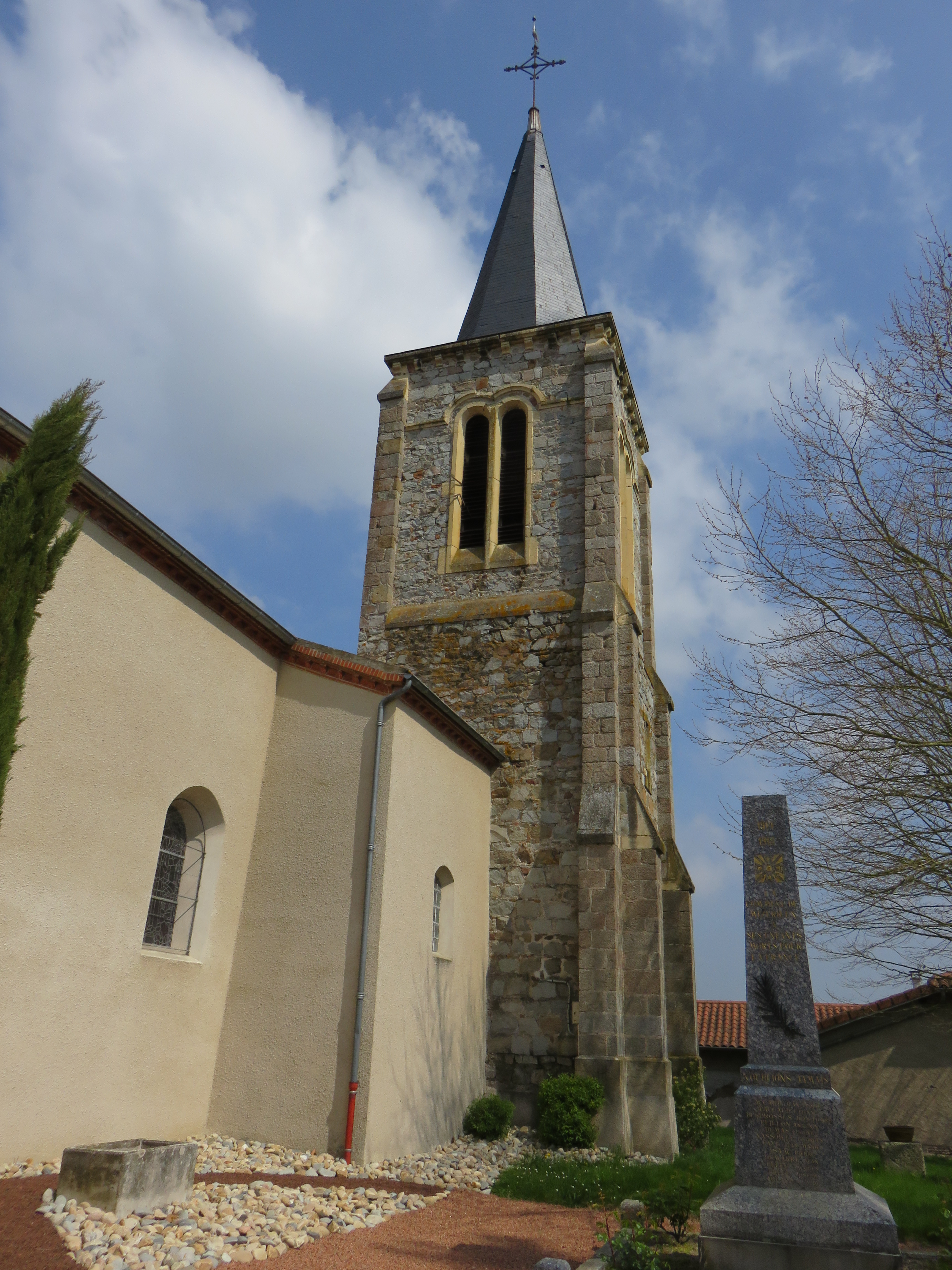
L'église Saint-Fortunat de Mizérieux.

- Église Saint-Fortunat de Mizérieux.

### Héraldique
| Blason de Mizérieux | Blason  | D'argent à la croix ancrée de gueules.           |
| Blason de Mizérieux | Détails | Le statut officiel du blason reste à déterminer. |